# Manfred Geisler
Manfred Geisler (3 de março de 1941) é um ex-futebolista profissional e treinador alemão que atuava como defensor, medalhista olímpico.

## Carreira
Manfred Geisler fez parte do elenco da Alemanha Oriental, bronze em 1964. Foi atleta e treinador do Hansa Rostock

## Ligações Externas
- Perfil na Sports Reference